# 레온 (니카라과)
레온(스페인어: León)은 니카라과의 도시로 레온주의 주도이다. 인구는 175,000명이다.